# San Juan de los Llanos (Guerrero)
San Juan de los Llanos es una localidad del estado mexicano de Guerrero. Es parte del municipio de Igualapa.

## Toponimia
El nombre «San Juan» hace referencia al santo patrono de la localidad: Juan el Bautista.

## Demografía
| Gráfica de evolución demográfica |
|                                  |

| Censo | Población |
| ----- | --------- |
| 1960  | 270       |
| 1970  | 276       |
| 1980  | 349       |
| 1990  | 687       |
| 2000  | 900       |
| 2010  | 958       |
| 2020  | 1 041     |